# Archibald Montgomerie, 17. Earl of Eglinton

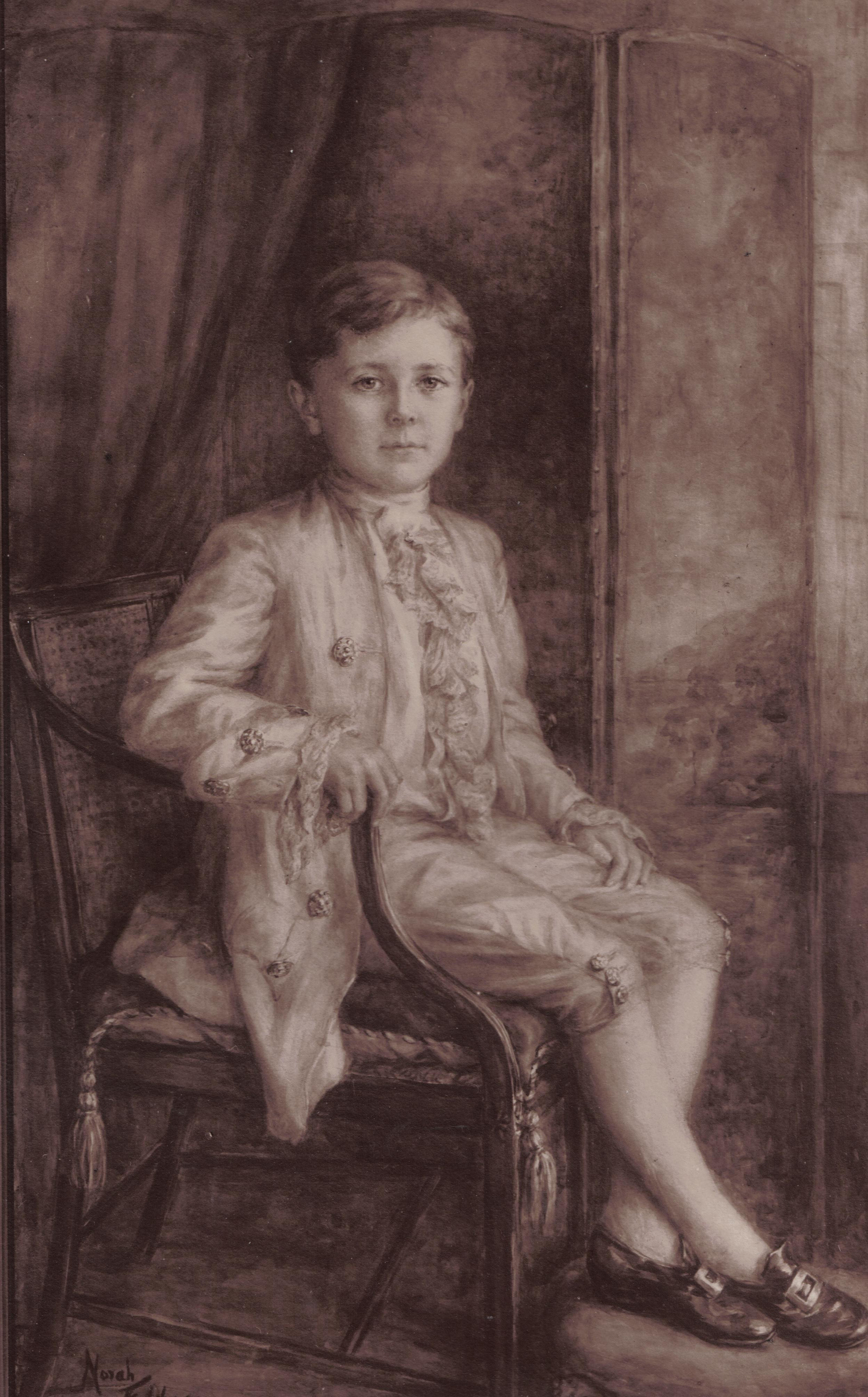
Archibald William Alexander als Kind auf einem Gemälde von 1921.

Archibald William Alexander Montgomerie, 17. Earl of Eglinton, 5. Earl of Winton (* 16. Oktober 1914; † 21. April 1966) war ein britischer Peer.
Er war der Sohn von Archibald Montgomerie, 16. Earl of Eglinton (1880–1945) und Lady Beatrice Susan Dalrymple.
Er besuchte das Eton College, sein Studium am New College in Oxford schloss er 1936 als Bachelor of Arts ab.
Er diente im Rang eines Lieutenant bei den Scots Guards, wurde Major der Ayrshire Yeomanry und kämpfte im Zweiten Weltkrieg.
Beim Tod seines Vaters im Jahr 1945 erbte er dessen Titel. Mit seinem Adelstiteln war damals ein Sitz im House of Lords verbunden. Im Hansard sind jedoch keine Wortmeldungen von ihm verzeichnet.
Er war Mitglied der Royal Company of Archers. Von 1948 bis 1953 war er Lord Lieutenant (D.L.) of Ayrshire und von 1953 bis 1966 Vice-Lord-Lieutenant of Ayrshire.

## Ehe und Nachkommen
1938 heiratete er Ursula Joan Watson († 1987). Mit ihr hatte er vier Kinder:
- Archibald George Montgomerie, 18. Earl of Eglinton, 6. Earl of Winton (1939–2018)
- Lady Susanna Montgomerie (* 1941)
- Lady Elizabeth Beatrice Montgomerie (* 1945)
- Lady Egida Seton Montgomerie (1945–1957)